# Patricia Skinner (historiadora)
Patricia E. Skinner, FRHistS (nascida em 1965) é uma historiadora e acadêmica britânica, especializada na Europa Medieval. Atualmente, é professora de história na Universidade de Swansea. Anteriormente, foi Leitora em História Medieval na Universidade de Winchester e Professora de Humanidades na Universidade de Southampton. Ela publicou extensivamente sobre a história social do sul da Itália, saúde e medicina. Com Emily Cook, ela iniciou o projeto "Passado da história: diferença facial e seu impacto desde a antiguidade até os dias atuais" para estudar a história da desfiguração facial.
Skinner recebeu seu doutorado em História Medieval pela Universidade de Birmingham em 1990. Sua tese sobre o Ducado de Gaeta foi publicada em 1995 como Family Power in Southern Italy. Em 1997, foi eleita Membro da Royal Historical Society (FRHistS). É co-editora de Social History of Medicine desde 2014 e membro do conselho da Royal Historical Society desde 2015.

## Trabalhos selecionados
Como autor
P. Skinner (1995). Family Power in Southern Italy: The Duchy of Gaeta and its Neighbours, 850–1139. Cambridge University Press. Cambridge: [s.n.] ISBN 978-0521464796
P. Skinner (1997). Health and Medicine in Early Medieval Southern Italy. Brill. Leiden: [s.n.] ISBN 978-9004103948
P. Skinner (2013). Medieval Amalfi and Its Diaspora, 800–1250. Oxford University Press. Oxford: [s.n.] ISBN 978-0199646272
P. Skinner (2017). Living with Disfigurement in Early Medieval Europe. Palgrave Macmillan (em inglês). [S.l.: s.n.] ISBN 978-1349950737. doi:10.1057/978-1-137-54439-1 
Como editor
P. Skinner, ed. (2003). Jews in Medieval Britain: Historical, Literary and Archaeological Perspectives. Boydell Press. Rochester, N.Y.: [s.n.] ISBN 978-0851159317
P. Skinner, ed. (2009). Challenging the Boundaries of Medieval History: The Legacy of Timothy Reuter. Brepols. Turnhout: [s.n.] ISBN 978-2503523590